# (14846) Lampedusa
(14846) Lampedusa est un astéroïde de la ceinture principale.

## Description
(14846) Lampedusa est un astéroïde de la ceinture principale. Il fut découvert le 29 janvier 1989 à Bologne par l'Observatoire San Vittore. Il présente une orbite caractérisée par un demi-grand axe de 2,36 UA, une excentricité de 0,17 et une inclinaison de 10,0° par rapport à l'écliptique.
Son nom est un hommage à l'écrivain sicilien Giuseppe Tomasi di Lampedusa.

## Compléments